# Rocketfuel
Die Rocketfuel-Methode ist ein Ansatz zur Kartographierung von Computernetzwerken. Durch Kombination verschiedener Messverfahren (v. a. Traceroute) werden Informationen darüber gewonnen, welche Router zu einem bestimmten Internetprovider gehören und wie diese untereinander verschaltet sind. Die so erstellten Karten werden im Rahmen des Rocketfuel-Projekts frei zur Verfügung gestellt.

## Hintergrund
Die Forschergemeinde, welche sich mit der Verbesserung der Netzwerkinfrastruktur beschäftigt (z. B. Erforschen von Routingprotokollen), ist auf detaillierte Karten des Internets angewiesen. Der Begriff „Karte“ bezeichnet hier eine Sammlung der Verbindungen zwischen den Routern (Netzwerktopologie) sowie der Wege, welche Datenpakete durch dieses Netzwerk nehmen (Routing).
Da sich die Netzwerke der einzelnen Provider in ihrer Struktur teilweise stark unterscheiden, ist es von erheblicher Bedeutung die verschiedenen Topologien miteinander vergleichen zu können und so Gemeinsamkeiten und Unterschiede zu erforschen. Des Weiteren werden diese Daten für Netzwerksimulationen benötigt, da nur die Simulation möglichst realistischer Netzwerke belastbare Ergebnisse erzielt. Die Provider betrachten den Aufbau ihrer Netzwerke als vertraulich und machen Informationen dazu nur selten öffentlich zugänglich. Hierbei spielen insbesondere Sicherheitsbedenken (z. B. Angst vor gezielten Denial-of-Service-Angriffen auf einzelne Router oder gar physikalischer Sabotage) eine wichtige Rolle.
Die Qualität der Daten, welche die mittels Vorgängermethoden wie GT-ITM, Skitter oder Brite erhoben wurden, waren hinsichtlich ihrer Qualität schwer einzuschätzen.

## Umsetzung und Ergebnisse
Die Grundidee hinter der Methode ist, Traceroute-Messungen quer durch das zu untersuchende Netzwerk zu senden. Dabei wird jede Station erfasst, die ein Datenpaket auf dem Weg zu seinem Ziel passiert. Dieser Ansatz hat allerdings eine ganze Reihe möglicher Probleme:
So wächst die Anzahl nötiger Traceroute-Messungen sehr schnell mit der Größe des Netzwerks und ein (physisches) Netzwerkgerät kann mehrere IP-Adressen haben. Diese Probleme wurden durch Kombination verschiedener Datenquellen (insbesondere BGP-Tabellen) sowie den Einsatz verschiedener Heuristiken gelöst, zum Beispiel zur Abschätzung der Bedeutung von Verbindungen zwischen zwei Routern sowie zur Vermeidung redundanter Messungen. So konnte die Anzahl der benötigten Messungen um den Faktor 1.000 reduziert werden.
Aus den Messungen ausgesuchter Providernetzen wurden schließlich „Karten“ der untersuchten Netzwerke erstellt. Die so entstandenen Rocketfuel-Karten sind öffentlich abrufbar und erfreuen sich in der Forschergemeinde großer Beliebtheit und Akzeptanz. Mittels bereitgestellter Topologiedaten dreier Internetprovider konnte validiert werden, dass Rocketfuel bis zu siebenmal so viele relevante Netzwerkgeräte erfasst wie zuvor verwendete Ansätze.
Die Karten werden bei zahlreichen wissenschaftlichen Arbeiten im Bereich der Netzwerk-Forschung verwendet, beispielsweise bei der Untersuchung der Auswirkungen von DNS-Fehlbenennungen auf die Kartografierung von Netzwerken oder der dynamischen Verteilung von Netzwerkverkehr.